# روي توريس
روي توريس (بالإسبانية: Rui Torres)‏ هو مقدم تلفزيوني مكسيكي، ولد في 30 ديسمبر 1976 في مدينة مكسيكو في المكسيك، وتوفي بنفس المكان في 24 فبراير 2008.